# Cokeville
Cokeville – miasto w Stanach Zjednoczonych, w stanie Wyoming, w hrabstwie Lincoln.
O wydarzeniach z 1986 roku w szkole w Cokeville opowiada film Cud w Cokeville.